# Sake
Sake (jap. 酒 酒) koji se također naziva japansko rižino vino, alkoholno je piće, proizvedeno od riže. 
Povijesni podaci sežu od 3. stoljeća, kada je u knjigama zabilježen način i običaji koji se vezuju za uživanje sakea. To je kasno razdoblje ere Jomona kada je način uzgajanja riže donijet u Japan. Vjeruje se, da je proizvodnja započela otprilike u ovo vrijeme.
Japanski zakon o pićima definira sake kao „piće koje se proizvodi od riže, rižinog koji-ja (plijesan koja se koristi da škrob u riži pretvori u šećere koji se mogu fermentirati) i vode pomoću postupka fermentacije i filtracije“. Ovo je teorijska definicija i odnosi se na tradicionalni tip sakea, koji je karakterističan za Japan.
Fermentacijski proces proizvodnje sakea razlikuje se od procesa za pivo, gdje se prelazak sa škroba na šećer, a zatim iz šećera u alkohol odvija u dva različita koraka. Poput ostalih rižinih vina, kada se sake fermentira, ove konverzije se događaju istovremeno. Nadalje, sadržaj alkohola razlikuje se između sakea, vina i piva; dok većina piva sadrži 3–9% alkohola, vino obično sadrži 9-16% alkohola, a nerazrijeđeni sake sadrži 18-20% alkohola (iako se to često snižava na oko 15% razrjeđivanjem vodom prije punjenja u boce).
Tijekom Drugog svjetskog rata, 1944. godine, japanski proizvođači sakea počeli su dodavati alkohol u postupku proizvodnje kako bi dobili jači sake. Ovaj dodatak alkohola trebao je nadoknaditi manjak do kojeg je dovelo smanjenje u količini proizvedene riže tijekom rata. U to vrijeme, nakon oko 2000 godina tradicije korištenja 100% čiste riže, proizvodnja sakea podijeljena je u dva različita tipa: s dodatkom i bez dodatka alkohola. Ova podjela vrijedi i danas.